# Monténégro aux Jeux olympiques d'été de 2012
Le Monténégro participe aux Jeux olympiques d'été de 2012 à Londres. Il s'agit de sa 2e participation aux Jeux olympiques d'été.

## Les médaillés
| Médaille | Nom        | Sport    | Compétition     | Date    |
| -------- | ---------- | -------- | --------------- | ------- |
| Argent   | Monténégro | Handball | Tournoi féminin | 11 août |

Il s'agit de la 1re médaille olympique remportée par le Monténégro.

## Athlétisme
| Athlète         | Épreuve          | Qualification | Qualification | Finale   | Finale |
| Athlète         | Épreuve          | Distance      | Rang          | Distance | Rang   |
| --------------- | ---------------- | ------------- | ------------- | -------- | ------ |
| Danijel Furtula | Lancer du disque | 57.48 m       | 38e           | -        | -      |

| Discipline | Athlètes          | Résultat |
| ---------- | ----------------- | -------- |
| Marathon   | Sladana Perunovic |          |

## Boxe
| Athlète         | Catégorie          | Résultat |
| --------------- | ------------------ | -------- |
| Hommes          |                    |          |
| Boško Drašković | Mi lourds (-81 kg) |          |

## Handball

### Poule A
Classement
| # | Équipe          | Pts | G | N | P | BP  | BC  | Diff | GAP |
| - | --------------- | --- | - | - | - | --- | --- | ---- | --- |
| 1 | Brésil          | 8   | 4 | 0 | 1 | 137 | 122 | +15  | +1  |
| 2 | Croatie         | 8   | 4 | 0 | 1 | 145 | 115 | +30  | -1  |
| 3 | Russie          | 7   | 3 | 1 | 1 | 151 | 125 | +26  |     |
| 4 | Monténégro      | 5   | 2 | 1 | 2 | 137 | 123 | +14  |     |
| 5 | Angola          | 2   | 1 | 0 | 4 | 133 | 142 | -9   |     |
| 6 | Grande-Bretagne | 0   | 0 | 0 | 5 | 91  | 166 | -75  |     |

|  | Qualifié pour les quarts de finale |
|  | Pts points ; G victoires ; N nuls ; P défaites BP buts marqués ; BC buts encaissés ; Diff différence de points ; GAP goal avérage particulier |

Matchs
| 28 juillet | Monténégro           | 31 - 19   | Grande-Bretagne | Copper Box, Londres              |                                  |
| 19 h 30    | Katarina Bulatovic 5 | (18 - 12) | Marie Gerbron 6 | Arbitrage : A. Duta, D. Florescu | Arbitrage : A. Duta, D. Florescu |
| 19 h 30    | Rapport              |           |                 | Arbitrage : A. Duta, D. Florescu | Arbitrage : A. Duta, D. Florescu |

| 30 juillet | Brésil                 | 27 - 25   | Monténégro           | Copper Box, Londres                  |                                      |
| 19 h 30    | Alexandra Nascimento 8 | (15 - 16) | Katarina Bulatovic 5 | Arbitrage : P. Olesen, L-E. Pedersen | Arbitrage : P. Olesen, L-E. Pedersen |
| 19 h 30    | Rapport                |           |                      | Arbitrage : P. Olesen, L-E. Pedersen | Arbitrage : P. Olesen, L-E. Pedersen |

| 1er août | Monténégro                           | 30 - 25   | Angola            | Copper Box, Londres                    |                                        |
| 11 h 15  | Katarina Bulatovic, Bojana Popovic 6 | (13 - 14) | Azenaide Carlos 7 | Arbitrage : M. Al-Suwaidi, S. Bamutref | Arbitrage : M. Al-Suwaidi, S. Bamutref |
| 11 h 15  | Rapport                              |           |                   | Arbitrage : M. Al-Suwaidi, S. Bamutref | Arbitrage : M. Al-Suwaidi, S. Bamutref |

| 3 août  | Croatie          | 27 - 26   | Monténégro        | Copper Box, Londres                    |                                        |
| 14 h 30 | Andrea Penezic 9 | (12 - 12) | Bojana Popovic 10 | Arbitrage : O. Raluy Lopez, A. Sabroso | Arbitrage : O. Raluy Lopez, A. Sabroso |
| 14 h 30 | Rapport          |           |                   | Arbitrage : O. Raluy Lopez, A. Sabroso | Arbitrage : O. Raluy Lopez, A. Sabroso |

| 5 août  | Monténégro           | 25 - 25   | Russie                                               | Copper Box, Londres                       |                                           |
| 14 h 30 | Katarina Bulatovic 7 | (15 - 16) | Irina Bliznova, Olga Levina, Ekaterina Marennikova 4 | Arbitrage : K. Abrahamsen, A. Kristiansen | Arbitrage : K. Abrahamsen, A. Kristiansen |
| 14 h 30 | Rapport              |           |                                                      | Arbitrage : K. Abrahamsen, A. Kristiansen | Arbitrage : K. Abrahamsen, A. Kristiansen |

## Judo
| Athlète | Compétition           | 1/32 de finale      | 1/16 de finale      | 1/8 de finale       | Quarts de finale    | Demi-finales        | Repêchage 1         | Repêchage 2         | Finale              | Finale |
| Athlète | Compétition           | Adversaire Résultat | Adversaire Résultat | Adversaire Résultat | Adversaire Résultat | Adversaire Résultat | Adversaire Résultat | Adversaire Résultat | Adversaire Résultat | Rang   |
| ------- | --------------------- | ------------------- | ------------------- | ------------------- | ------------------- | ------------------- | ------------------- | ------------------- | ------------------- | ------ |
| (en)    | Moins de 81 kg hommes |                     |                     |                     |                     |                     |                     |                     |                     |        |

## Tir
| Athlète          | Compétition            | Qualification | Qualification | Finale | Finale |
| Athlète          | Compétition            | Points        | Rang          | Points | Rang   |
| ---------------- | ---------------------- | ------------- | ------------- | ------ | ------ |
| Nikola Šaranović | Pistolet à 50 m hommes |               |               |        |        |

## Voile
Hommes
| Épreuves | Athlètes      | Résultat |
| -------- | ------------- | -------- |
| Laser    | Milivoj Dukic |          |